# Tangled Threads (film 1919)
Tangled Threads è un film muto del 1919 diretto da Howard C. Hickman.

## Trama
John Rutherford Wayne trascura la moglie Margaret per un'altra donna, Rita Kosloff. Margaret, cercando di far ingelosire il marito, finge di interessarsi a Philip Northrop, un amico di famiglia, senza sapere che Philip è veramente innamorato di lei. Coinvolta in una situazione compromettente, Margaret viene accusata dal marito che chiede non solo il divorzio, ma anche la custodia del piccolo Sonny Boy. Ottenuto il divorzio, John sposa la sua amante. Il bambino, però, si ammala gravemente e viene chiamata a curarlo proprio Margaret che, nel frattempo, è diventata infermiera. Le cure assidue della madre fanno guarire il piccolo e John si rende conto che forse ha commesso un errore a divorziare da lei. Philip, sempre innamorato e in preda al rimorso per aver causato la rovina del matrimonio di Margaret, decide di porre rimedio al malfatto suicidandosi e portando con sé anche Rita, che invita a una gita in macchina che finirà con un incidente mortale.

## Produzione
Il film fu prodotto dalla Bessie Barriscale Productions con il nome B.B. Features.

## Distribuzione
Fu distribuito nelle sale cinematografiche statunitensi il 15 giugno 1919 dalla Exhibitors Mutual Distributing Company e dalla Robertson-Cole Distributing Corporation. Poco prima dell'uscita, al film venne cambiato il titolo che in origine era Broken Threads.